# 久山郵便局
久山郵便局（ひさやまゆうびんきょく）は、福岡県糟屋郡久山町にある郵便局である。民営化前の分類では無集配特定郵便局であった。

## 概要
住所：〒811-2501 福岡県糟屋郡久山町久原2713-1
2007年（平成19年）までは、糟屋郡久山町の区域を所管する集配特定郵便局であった。民営化を前にした集配郵便局の整理統合により同年5月に集配業務を福岡東郵便局に移管して無集配局となった。

## 沿革
- 1904年（明治37年）12月16日 - 久原（くばら）郵便取扱所として開設[2]。
- 1905年（明治38年）4月1日 - 久原郵便局に改称[2][3]。
- 1916年（大正5年）11月 - 簡易保険の取扱を開始[2]。
- 1936年（昭和11年）9月 - 電信・電話の取扱を開始[2]。
- 1940年（昭和15年）6月 - 電話交換業務を開始[2]。
- 1944年（昭和19年）10月 - 郵便物集配業務を開始[2]。集配郵便局となる。
- 1957年（昭和32年）5月1日 - 久山郵便局に改称[2]。
- 1973年（昭和48年）4月 - 自動化により電話交換業務を廃止[2]。
- 1992年（平成4年）1月27日 - 現在地の久原2713-1に局舎を新築し移転[2]。
- 2007年（平成19年）5月21日 - 郵便物集配業務を福岡東郵便局に移管し、無集配局となる[1]。
- 2007年（平成19年）10月1日 - 民営化。
- 2012年（平成24年）10月1日 - 日本郵便株式会社発足。

## 取扱内容
- 郵便、印紙、ゆうパック、内容証明
- 貯金、為替、振替、振込、国債
- 生命保険、バイク自賠責保険
- ゆうちょ銀行ATM

## 周辺
- 久山町立久原小学校
- 久山町役場

## アクセス
- JR九州バス直方線・久山町コミュニティバス「イコバス」 中久原停留所下車
- 駐車場あり: 7台
  - 郵便車発着場だったスペースを駐車場に活用している。